# Rabinův–Karpův algoritmus
Rabin–Karpův algoritmus je v informatice jedním z algoritmů pro vyhledávání textu. Vytvořili ho Michael O. Rabin a Richard M. Karp v roce 1987. Algoritmus hledá řadu vzorků najednou a používá k tomu hašovací funkci. Pro text délky n a p vzorků společné délky m je jeho průměrná a nejlepší složitost O(n+m) v prostoru O(p) a jeho nejhorší složitost je O(nm).
Praktické využití Rabinova-Karpova algoritmu je odhalování plagiátorství. Vzhledem k množství hledaných řetězců jsou algoritmy, které vyhledávají jeden řetězec, nepraktické.

## Použití hašovací funkce
Klíčem k výkonu Rabinova-Karpova algoritmu je efektivní výpočet vrácených hodnot hašovací funkce u podřetězců v textu. Jedna populární a efektivní hašovací funkce považuje každý podřetězec jako číslo nějakého základu obvykle velikosti prvočísla. Například když máme podřetězec "hi" a základ je 101, tak bude vrácená hodnota 104 × 1011 + 105 × 1010 = 10609 (v ASCII je za 'h' 104 a za 'i' je 105).

## Příklad Rabinova-Karpova algoritmu
Pokud chceme najít některé z velkých čísel k s pevnou délkou vzorků v textu, můžeme vytvořit jednoduchou variantu Rabinova-Karpova algoritmu použitím Bloomova filtru.
```
function
 RabinKarpSet(
string
 s[1..n], 
set
 of 
string
 subs, m):
     
set
 hsubs := emptySet
     
for each
 sub 
in
 subs
         insert hash(sub[1..m]) into hsubs
     hs := hash(s[1..m])
     
for
 i 
from
 1 
to
 n-m+1
         
if
 hs ∈ hsubs 
and
 s[i..i+m-1] ∈ subs
             
return
 i
         hs := hash(s[i+1..i+m])
     
return
 not found
```

Předpokládáme, že všechny podřetězce mají pevnou délku m.